# Stanislav Rapotec
Stanislav Rapotec, slovenski slikar in častnik, * 4. oktober 1911, Trst, † 18. november 1997, Sydney.

## Življenjepis
Stanislav Rapotec je najprej končal trgovsko akademijo v Ljubljani, zatem pa se je vpisal na Ekonomsko fakulteto v Zagrebu, kjer je diplomiral leta 1938. Leta 1940 se je zaposlil v Splitu, kjer so ga kmalu rekrutirali. V aprilski vojni je bil zajet, a je iz ujetništva pobegnil in se priključil odporniški skupini. Kasneje je odšel v Združeno kraljestvo, kjer je postal častnik in je bil kasneje poslan na Bližnji vzhod. Po vojni je odšel v Avstralijo, kjer je ostal do smrti.
V Adelaidu je leta 1952 ponovno diplomiral iz ekonomije in začel tudi slikati. Kasneje se je slikarstvu povsem posvetil in je postal eden vidnejših slikarjev v Avstraliji. V začetku je bil realist, ki je upodabljal avstralsko pokrajino, kasneje pa se je bolj posvetil abstraktnemu ekspresionizmu. Leta 1976 si je atelje postavil tudi na Koroškem, v kraju Sveče in ustvarjal tudi tam. Leta 1989 je od britanske kraljice prejel najvišje priznanje za dosežke na umetniškem področju, Red Avstralije.
1. 1 2 3 4  data.bnf.fr: platforma za odprte podatke — 2011.